# Gonzalo Álvarez
Gonzalo Álvarez, vollständiger Name Gonzalo Martín Álvarez Nieves, (* 29. März 1991 in Montevideo) ist ein uruguayischer Fußballspieler.

## Karriere
Der 1,85 Meter große Defensivakteur Álvarez wechselte zu Beginn seiner Karriere im August 2013 vom Erstligisten Racing auf Leihbasis in die Segunda División zum Aufsteiger Canadian Soccer Club. In der Saison 2013/14 bestritt er dort 18 Zweitligaspiele und erzielte einen Treffer. Zur Apertura kehrt er zu Racing zurück, wurde in der Spielzeit 2014/15 jedoch nicht in der Primera División eingesetzt. Anfang Februar 2015 schloss er sich abermals dem Canadian Soccer Club an und lief in der Clausura 2015 siebenmal (kein Tor) in der zweithöchsten uruguayischen Spielklasse auf. Über das Saisonende hinaus sind bislang (Stand: 10. August 2017) weder Einsätze noch eine Kaderzugehörigkeit für ihn verzeichnet.